# Scenopinus canarius
Scenopinus canarius är en tvåvingeart som beskrevs av Kelsey 1969. Scenopinus canarius ingår i släktet Scenopinus och familjen fönsterflugor.
Artens utbredningsområde är Kanarieöarna. Inga underarter finns listade i Catalogue of Life.